# 金氏 (新羅族)
金氏（こんし、きんし）は、日本の氏族のひとつ。古代新羅王族の姓が由来の氏である。武蔵国埼玉郡の新羅人で天平5年（733年）に金姓の賜姓を受けた。

## 出自
新羅系帰化人の氏族伝承
奈良時代に帰化した新羅人は存在したが、多くは京都に住み、また多くは東国の開発をした。そのなかには新羅王族金氏始祖の金閼智の子孫を称する氏族がおり、金氏を名乗った。天平5年（733年）には武蔵国埼玉郡の新羅人徳師等が金姓を要求し、これが認められた。天平宝字2年（758年）には武蔵国に新羅郡（現在の新座市）を置かれ、金氏も移住した。
新羅王族金氏の匈奴渡来説
1954年に山西省で見つかった新羅文武王陵碑や唐故金氏夫人墓銘の新羅の各種金石文などでは、新羅王族金氏が匈奴から渡来してきたと記録されており、韓国の学者には、積石木槨墳の副葬品と匈奴系との類似性などを根拠に、新羅王族金氏の匈奴渡来説を指摘する意見がある。これについて、韓国の公共放送局KBSがドキュメンタリーを報道したこともある